# اسپیس بار
«اسپیس بار» (انگلیسی: The Space Bar) یک بازی ویدئویی در سبک بازی ماجراجویی است که توسط Rocket Science Games و در سال ۱۹۹۷ و در پلت‌فرم مایکروسافت ویندوز منتشر شده‌است.